# D = 11 Supergravitation
D = 11 Supergravitation (kurz D = 11 SUGRA) ist ein Spezialfall der Supergravitation, einer Kombination aus Supersymmetrie (kurz SUSY) und Gravitation (beschrieben durch die Allgemeine Relativitätstheorie), in elf Dimensionen (D = 11). Mit nur einer Zeitdimension ist dies die höchste Anzahl an Dimensionen, in denen eine supersymmetrische Theorie formuliert werden kann, und zudem die kleinste Anzahl an Dimension, sodass die Eichgruppe des Standardmodells enthalten ist. Beschrieben werden durch die Theorie ein Graviton, ein Gravitino, ein Eichfeld sowie ihre durch die Supersymmetrie festgelegten Wechselwirkungen. Nach der Entdeckung durch Eugène Cremmer, Bernard Julia, and Joël Scherk im Jahr 1978 galt die Theorie lange als mögliche Theorie von Allem. In den 1980ern verschwand das Interesse aufgrund mehrerer Probleme jedoch zunehmend weiter, bis sich in den 1990ern die Theorie als Niedrigenergiegrenzwert der M-Theorie erwies.

## Geschichte

Verbindungen der D = 11 Supergravitation, welche D = 4 N = 8 Supergravitation durch Kompaktifizierung ergibt, und fünf Stringtheorien in der M-Theorie.

Werner Nahm zeigte im Jahr 1978, dass in mehr als elf Dimensionen zwangsläufig Teilchen mit einem größeren Spin als das Graviton enthalten sein müssen. Edward Witten zeigte im Jahr 1981, dass erst ab elf Dimensionen die Eichgruppe des Standardmodells enthalten sein kann. Dadurch werden elf Dimensionen zum einzigen Fall, in denen eine mit dem Standardmodell konsistente supersymmetrische Beschreibung des Gravitons möglich ist. Motiviert von der ersten Entdeckung formulierten Eugène Cremmer, Bernard Julia, and Joël Scherk später im Jahr 1978 erstmals die D = 11 Supergravitation. Darauf aufbauend wurde im Jahr 1979 gezeigt, dass diese durch eine Dimensionsreduktion mithilfe von Kompaktifizierung auf die D = 4 N = 8 Supergravitation zurückfällt.
Peter Freund und Mark Rubin zeigten im Jahr 1980 mithilfe der Freund-Rubin-Kompaktifizierung, dass der Feldstärketensor des Hintergrundfeldes der D = 11 Supergravitation kanonisch auf eine Kompaktifizierung auf vier Dimensionen sowie die dazu dualen sieben Dimensionen hinweist. Besonderes Interesse galt dabei dem vorderen Fall, da dieser den beobachtbaren makroskopischen Dimensionen des Universums entspricht. Dabei hat sich die naheliegendste und beliebte Möglichkeit der Kompaktifizierung über einer 7-Sphäre jedoch als problematisch erwiesen, da sich etwa nicht die Eichgruppe des Standardmodells ergibt oder eine viel zu große kosmologische Konstante postuliert wird. Wegen dieser und weiterer Probleme ließ die Forschung an der D = 11 Supergravitation wieder nach. Michael Green, John Schwarz und Edward Witten schrieben im Jahr 1988 dazu, dass ihre zufällige Existenz schwer zu glauben sei und eine Vermutung über ihre Rolle im Schema der Dinge daher zur momentanen Zeit schwierig zu formulieren sei. („It is hard to believe that its existence is just an accident, but it is difficult at the present time to state a compelling conjecture for what its role may be in the scheme of things.“) Nach der Entdeckung der M-Theorie durch Edward Witten im Jahr 1995 erwies sich die D = 11 Supergravitation als ihr Niedrigenergiegrenzwert.

## Lösungen
Zu den Lösungen der D = 11 Supergravitation gehören die pp-Wellen, die KK-Monopole, die M2-Branen, die M5-Branen und die M9-Branen. Dabei koppelt das Eichfeld der Theorie elektrisch an die elektrisch geladenen M2-Branen und magnetisch an die magnetisch geladenen M5-Branen. Beide weisen einen Ereignishorizont auf, welcher mit dem Anti-de-Sitter-Raum topologisch durch {\displaystyle \operatorname {AdS} _{4}\times S^{7}} für M2-Branen und {\displaystyle \operatorname {AdS} _{7}\times S^{4}} für M5-Branen gegeben ist.

## Verbindung zu anderen Theorien
Aus der D = 11 Supergravitation ergibt sich durch Kompaktifizierung über dem eindimensionalen Einheitsintervall {\displaystyle I} die heterotische {\displaystyle E_{8}\times E_{8}}-Stringtheorie und durch Kompaktifizierung über dem eindimensionalen Kreis {\displaystyle S^{1}} die D = 10 Typ IIA Supergravitation. Dies bedeutet, dass für eine zehndimensionale glatte Mannigfaltigkeit {\displaystyle M^{10}} die D = 11 Supergravitation auf {\displaystyle M^{10}\times I} äquivalent zur heterotischen {\displaystyle E_{8}\times E_{8}}-Stringtheorie auf {\displaystyle M^{10}} und die D = 11 Supergravitation auf {\displaystyle M^{10}\times S^{1}} äquivalent zur D = 10 Typ IIA Supergravitation auf {\displaystyle M^{10}} ist.
Aus der D = 11 Supergravitation ergibt sich durch Kaluza-Klein-Kompaktifizierung über der vierdimensionalen Sphäre {\displaystyle S^{4}} die siebendimensionale Chern-Simons-Theorie (kurz D = 7 CS).